# کمان قاره‌ای

نمودار شماتیک تشکیل یک کمان قاره‌ای

کمان قاره‌ای یا قوس قاره‌ای نوعی کمان آتشفشانی است که به‌صورت یک منطقه کمانی‌شکل و دارای توپوگرافی مرتفع، در امتداد حاشیه قاره‌ای تشکیل می‌شود. کمان قاره‌ای در حاشیه فعال قاره‌ای که محل تماس دو صفحه زمین‌ساختی است، تشکیل می‌شود. در این محل و در امتداد خط هم‌گرایی صفحه‌ها، یکی از صفحه‌ها از نوع پوسته قاره‌ای و صفحه دیگر از نوع پوسته اقیانوسی است و بدین ترتیب منطقه فرورانش پدید می‌آید. فعالیت ماگمایی و سنگ‌زایی در پوسته قاره‌ای، فرایندی پیچیده‌است. در اصل، کمان‌های قاره‌ای نشان‌دهنده مخلوطی از مواد پوسته اقیانوسی، گوهٔ گوشته و مواد پوسته قاره‌ای هستند.